# 法國史會館

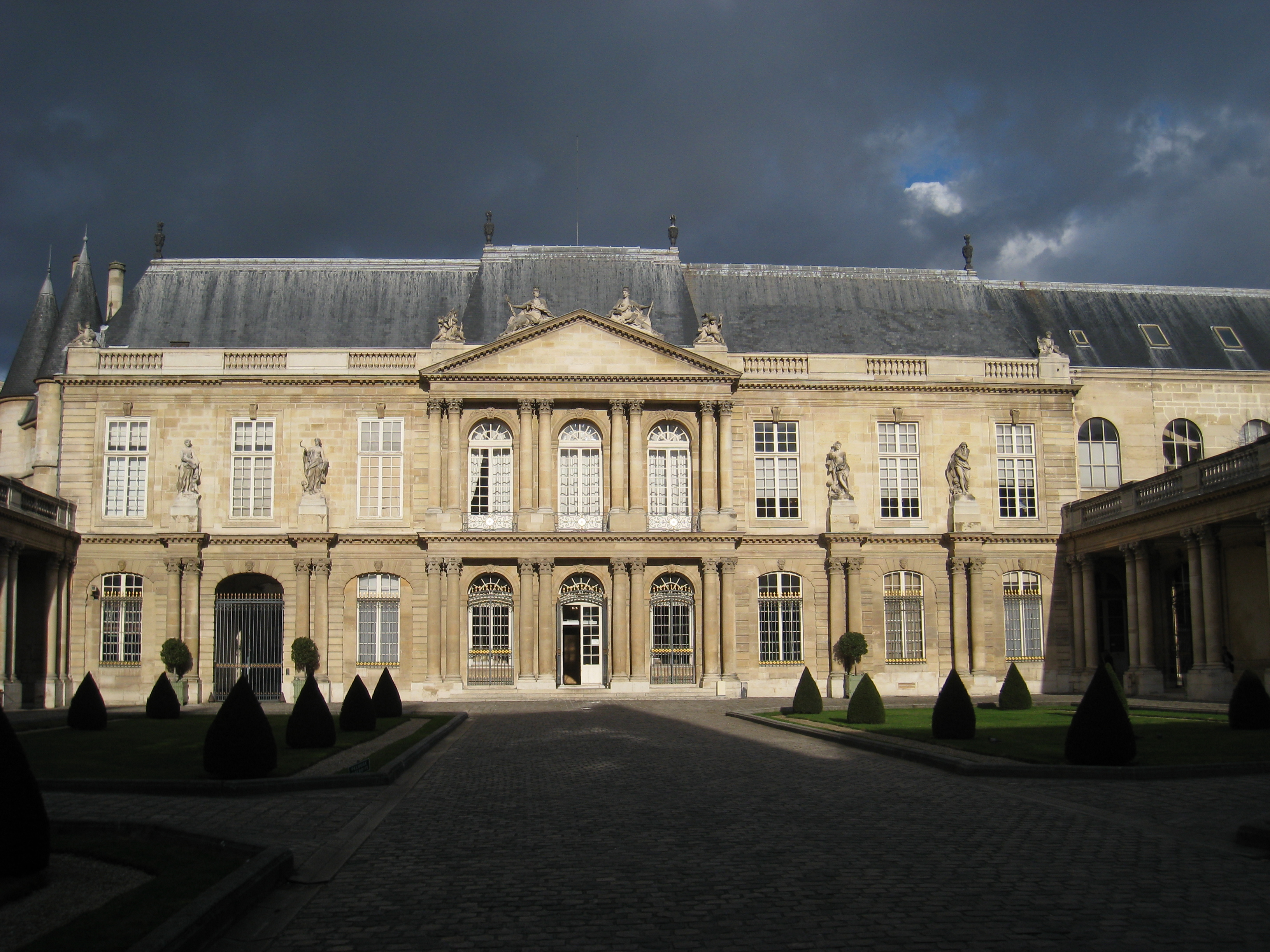

法國史會館（法語：Maison de l'Histoire de France） 是法國的國家檔案館，並致力於普及有關法國史的知識，位於巴黎第三區。